# Biserica „Nașterea Maicii Domnului” din Cobusca Nouă
Biserica „Nașterea Maicii Domnului” este o biserică amplasată în Cobusca Nouă, raionul Anenii Noi, Republica Moldova. Este un monument arhitectural de importanță națională inclus în Registrul monumentelor Republicii Moldova ocrotite de stat cu nr. 56 (raionul Anenii Noi). Datează din 1849.